# Jõgisoo, Harjumaa
Jõgisoo är en by i Estland. Den ligger i Saue kommun och i landskapet Harjumaa, 23 km sydväst om huvudstaden Tallinn. Antalet invånare var 266 år 2011.
Jõgisoo ligger 40 meter över havet och terrängen runt byn är mycket platt. Runt Jõgisoo är det ganska glesbefolkat, med 36 invånare per kvadratkilometer. Närmaste större samhälle är Saue, 5 km nordost om Jõgisoo. Omgivningarna runt Jõgisoo är en mosaik av jordbruksmark och naturlig växtlighet.